# Vivodina
 Vivodina  falu Horvátországban, Károlyváros megyében. Közigazgatásilag Ozalyhoz tartozik.

## Fekvése
Károlyvárostól 24 km-re, községközpontjától 10 km-re északnyugatra a zsumberki-hegység egyik magaslatán fekszik. Nagyszerű kilátás nyílik innen a környező falvakra, erdőkre és szőlőhegyekre, melyek közt 25 kis falu és település bújik meg. Dombon álló plébániatemploma uralja a vidék látképét, mely régóta híres szőlőültetvényeiről, borászatáról és gyümölcstermesztéséről.

## Története
Vivodina a vidék egyik legősibb települése, melyet már 1321-ben említenek Babonics István fiainak Jánosnak, Györgynek, Dénesnek és Pálnak adománylevelében, mely szerint ezt a területet a kostanjevici kolostornak adományozták. Vivodina egyházilag a 14. század közepéig a zágrábi püspökség goricai főesperességéhez tartozott. Ekkor Lipold nevű plébánosát kizárták az egyházból, mivel nem akart tizedet fizetni és a plébániát a kostanjevicai kolostor apátjának rendelték alá, ahová egészen 1797-ig tartozott. A templomban egészen a 17. század közepéig szláv nyelven folyt a misézés. 1753 és 1757 között a krasnicai birtok úrnője Vojnovich-Jelacsich bárónő felépíttette az új barokk Szent Lőrinc templomot, mely attól kezdve ismét plébániatemplom lett. A 19. században megnyílt az iskola. 1859-ben felépült a plébánia új épülete. 1862-ig az új iskola felépüléséig az iskola a régi plébánia épületében működött. A rendelkezésre álló források arról tanúskodnak, hogy a környék lakói már a középkorban is bortermeléssel foglalkoztak. Az 1550-től az 1776-ig terjedő időszakból fennmaradt, a zágrábi országos levéltárban őrzött dokumentumok között 32 olyan adásvételi szerződés található, amelyek szerint a környék lakói szőlőskerteket adtak vagy ajándékoztak el. A falunak 1857-ben 14, 1910-ben 53 lakosa volt. A trianoni békeszerződésig Zágráb vármegye Jaskai járásához tartozott. 2011-ben 76 lakosa volt.

## Lakosság
| Lakosság változása | Lakosság változása | Lakosság változása | Lakosság változása | Lakosság változása | Lakosság változása | Lakosság változása | Lakosság változása | Lakosság változása | Lakosság változása | Lakosság változása | Lakosság változása | Lakosság változása | Lakosság változása | Lakosság változása | Lakosság változása |
| ------------------ | ------------------ | ------------------ | ------------------ | ------------------ | ------------------ | ------------------ | ------------------ | ------------------ | ------------------ | ------------------ | ------------------ | ------------------ | ------------------ | ------------------ | ------------------ |
| 1857               | 1869               | 1880               | 1890               | 1900               | 1910               | 1921               | 1931               | 1948               | 1953               | 1961               | 1971               | 1981               | 1991               | 2001               | 2011               |
| 14                 | 35                 | 46                 | 50                 | 55                 | 53                 | 58                 | 45                 | 37                 | 46                 | 51                 | 41                 | 44                 | 56                 | 75                 | 76                 |

## Nevezetességei
- Szent Lőrinc tiszteletére szentelt plébániatemploma[4] középkori eredetű, a 14 században már állt. A mai templomot 1753 és 1757 között a ciszterci rend megrendelésére a bécsi születésű szlovén építész Lovrenc Prager(wd) tervei szerint és Rosina Jelačić Vojnović bárónő pénzügyi támogatásával barokk stílusban építették. A Zsumberki-hegység déli lejtőin található centrális épület hosszúkás kereszt alaprajzzal, téglalap alakú szentéllyel,  a szentélytől délre fekvő sekrestyével, valamint a főhomlokzat feletti harangtoronnyal rendelkezik. A berendezés egy része az építés óta fennmaradt. Térbeli elrendezése egyedülálló a megye területén. A horvát barokk építészet egyik legszebb példája. Mellette áll az elemi iskola, egyike a vidék kevés működő iskolájának.
- Az Ozalj-Vivodina-i borvidéken mintegy 80 hektárnyi területen találhatók szőlőskertek. A legjelentősebb borfajták a rizling, a sauvignon, a rajnai rizling, a chardonnay, a sárga muskotály, a vörös pinot, a frankovka, a zwiegelt és a portugizac. A Vidovinától a Vrhovec-hegységig terjedő  30 kilométer hosszú borutat 2010-ben avatták fel.

## Híres emberek
- Guszich Rupert János horvát Biblia-fordító